# (28275) Quoc-Bao
(28275) Quoc-Bao est un astéroïde de la ceinture principale.

## Description
(28275) Quoc-Bao est un astéroïde de la ceinture principale. Il fut découvert le 10 février 1999 à Socorro (Nouveau-Mexique) par le projet LINEAR. Il présente une orbite caractérisée par un demi-grand axe de 2,98 UA, une excentricité de 0,08 et une inclinaison de 1,4° par rapport à l'écliptique.

## Compléments